# Dingy-Saint-Clair
Pour les articles homonymes, voir Dingy.
Dingy-Saint-Clair est une commune française située dans le département de la Haute-Savoie, en région Auvergne-Rhône-Alpes.

## Géographie
Dingy-Saint-Clair est située au pied de la montagne du Parmelan (voir liens externes), haute de 1 832 m, et s’étend du hameau de chez Collet à environ 600 mètres d’altitude jusqu’au hameau de la Blonnière à environ 1 000 mètres d’altitude. À partir de La Blonnière, une route puis un chemin permet de rejoindre le sommet du Parmelan, montagne qui fait partie du massif des Bornes.
Le Fier passe tout près de Dingy-Saint-Clair, à travers le défilé de Dingy, avant de rejoindre le Rhône.

## Urbanisme

### Typologie
Au 1er janvier 2024, Dingy-Saint-Clair est catégorisée commune rurale à habitat dispersé, selon la nouvelle grille communale de densité à sept niveaux définie par l'Insee en 2022.
Elle est située hors unité urbaine. Par ailleurs la commune fait partie de l'aire d'attraction d'Annecy, dont elle est une commune de la couronne,. Cette aire, qui regroupe 79 communes, est catégorisée dans les aires de 200 000 à moins de 700 000 habitants,.

### Occupation des sols
L'occupation des sols de la commune, telle qu'elle ressort de la base de données européenne d’occupation biophysique des sols Corine Land Cover (CLC), est marquée par l'importance des forêts et milieux semi-naturels (84,2 % en 2018), une proportion sensiblement équivalente à celle de 1990 (84,1 %). La répartition détaillée en 2018 est la suivante : 
forêts (59,3 %), espaces ouverts, sans ou avec peu de végétation (20,9 %), prairies (11,8 %), milieux à végétation arbustive et/ou herbacée (4 %), zones agricoles hétérogènes (1,9 %), zones urbanisées (1,4 %), eaux continentales (0,7 %).
L'IGN met par ailleurs à disposition un outil en ligne permettant de comparer l’évolution dans le temps de l’occupation des sols de la commune (ou de territoires à des échelles différentes). Plusieurs époques sont accessibles sous forme de cartes ou photos aériennes : la carte de Cassini (XVIIIe siècle), la carte d'état-major (1820-1866) et la période actuelle (1950 à aujourd'hui).

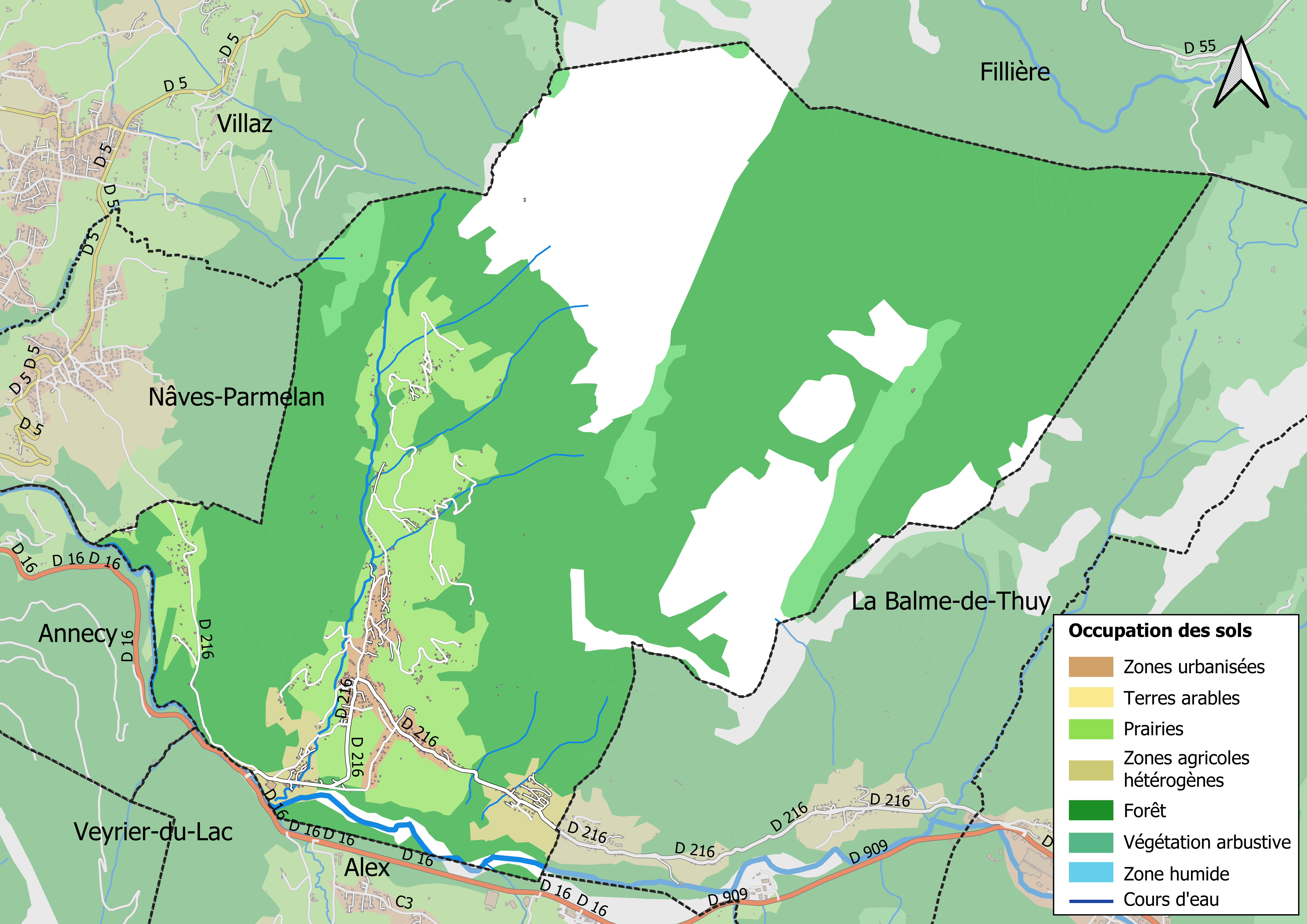
Carte des infrastructures et de l'occupation des sols en 2018 (CLC) de la commune.
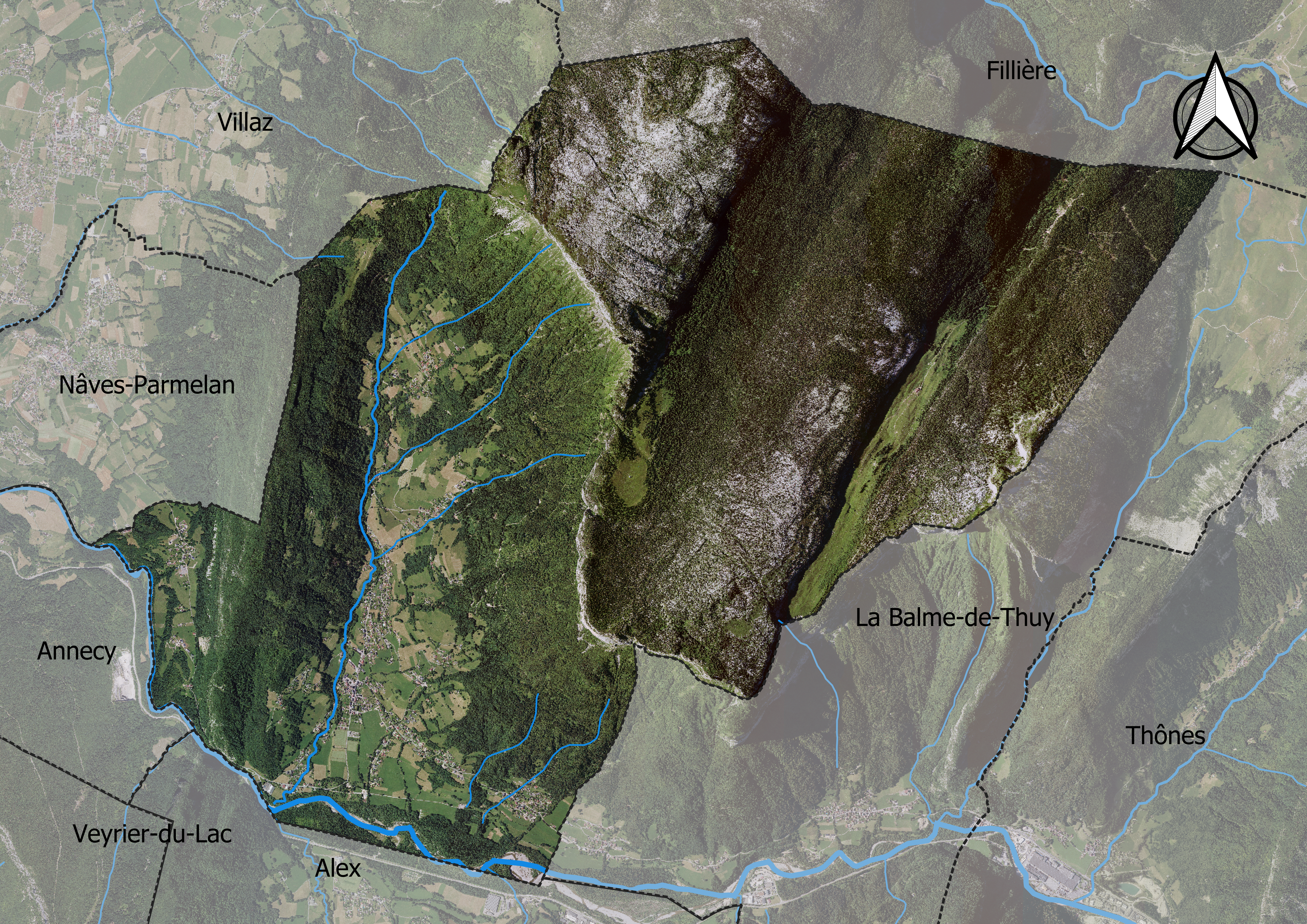
Carte orthophotogrammétrique de la commune.

## Toponymie
Dingy-Saint-Clair est un toponyme composé du nom du village de Dingy et de celui de l'ancien pont et prieuré de Saint-Clair, dédié aux saints Clair et Bernard (prioratus Cluse Sancti Bernardi ad honorent Sancti Clari fundatus).
La paroisse est mentionnée sous les formes Dungiacus ou Dingiacus (sans date) ; puis Dongi en 1221, Dungiacus en 1227 ; Dungiey en 1271 ; Dingie au XIVe siècle. L'église se trouve sous la forme Cura de Dingier vers 1344.
Le toponyme Dingy provient d'un domaine gallo-romain *Tinciacum, composé du gentilice Tincius et du suffixe -acum. Cette explication est confortée notamment grâce à une inscription romaine gravée sur un rocher de l'étroit de Dingy « Lucius Tincius Paculus per vium fecit ». Albert Dauzat a identifié un type *Dimiacum, sur la base de l'anthroponyme Dimius, à tort semble-t-il, car il ne cite aucune forme ancienne.
En 1793, alors que les troupes révolutionnaires françaises occupent le duché de Savoie, la municipalité garde son nom sous la forme Dingy Saint Clair, puis en 1801 sous Dingy-Saint-Clair.
La mention du saint provient de l'ancien prieuré situé sur le hameau qui porte désormais le nom. Il s'agit très probablement de Clair du Dauphiné, nom d'un ancien abbé du monastère Saint-Marcel situé à Vienne au VIIe siècle,.
En francoprovençal, le nom de la commune s'écrit Dinzhi (graphie de Conflans) ou Dingi (ORB).

## Histoire
Une portion de voie romaine est située à proximité de Dingy-Saint-Clair ; une inscription commémorative est encastrée dans le roc près du pont sur la rivière Fier.

Blason des Menthon-Dingy.

En 1271, trois branches cadettes de la famille de Menthon ont été établies par Thomas II de Menthon. L'une concernait Albert 1er, fils de Thomas II, souche des Menthon-Dingy.
De la branche « Dingy » de la famille de Menthon sont issus les seigneurs de Dingy, du Marest et de La Balme.
Béatrice, veuve d'Albert 1er de Menthon, resta au château de Dingy en 1301.
Au XVIIIe siècle, le château de Dingy, alors en mauvais état, appartenait toujours aux Menthon. Ruiné, ses matériaux furent vendus en 1814.
Le territoire a appartenu au mandement d'Annecy jusqu’en 1792, paroisse de Saint-Étienne.

### Prieuré de Saint-Clair
À proximité du pont dit de « Saint Clair », un prieuré clunisien. s'est installé vers le Xe siècle. Il est mentionné comme dédié à Bernard de Menthon ou Clair de La Cluse (soit à Clair du Dauphiné), de la Cluse—lieu—Dieu, voir aux deux saints (prioratus Cluse Sancti Bernardi ad honorent Sancti Clari fundatus),. Il était installé sur l'emplacement d'ancienne chapelle dédiée à Bernard de Menthon,. Il semble, par ailleurs, que cet emplacement accueillait auparavant un temple dédié à la déesse romaine Minerve.
L'abbatiale conserve une relique — une phalange — de l'abbé de Saint-Marcel, Clair,,. Elle était vénérée et avaient le potestas (pouvoir) de guérison des maux d'yeux à partir d'une source d'eau qui émergeait, baptisée « bénitier de saint Clair »,. Cette pratique de dévotion était déjà existante du temps de la chapelle.
Le prieuré de Saint-Clair est détruit durant la période d'occupation des troupes révolutionnaires du duché de Savoie,. Les bâtiments seront vendus comme biens nationaux. Ils disparaissent cependant des suites d'un incendie.

### Période contemporaine
De 1803 à 1807, Dingy perd le hameau de Sainte-Claire au profit de la commune de Nâves avant de le retrouver.

## Politique et administration

### Situation administrative
Attaché à l'ancien canton d'Annecy-le-Vieux, la commune appartient depuis le redécoupage cantonal de 2014, au canton de Faverges. Il comporte 27 communes dont Alex, Bluffy, La Balme-de-Thuy, Chevaline, Le Bouchet-Mont-Charvin, Les Clefs, Cons-Sainte-Colombe, La Clusaz, Doussard, Entremont, Giez, Le Grand-Bornand, Lathuile, Manigod, Marlens, Menthon-Saint-Bernard, Montmin, Saint-Ferréol, Saint-Jean-de-Sixt, Serraval, Seythenex, Talloires, Thônes, Veyrier-du-Lac, Les Villards-sur-Thônes. La ville de Faverges en est le bureau centralisateur.
Dingy-Saint-Clair est membre de la communauté de communes des vallées de Thônes qui compte treize communes.
La commune relève de l'arrondissement d'Annecy et de la deuxième circonscription de la Haute-Savoie.

### Liste des maires
Liste des maires depuis 1860 :
| Période                                  | Période                  | Identité           | Étiquette | Qualité |
| ---------------------------------------- | ------------------------ | ------------------ | --------- | ------- |
| Les données manquantes sont à compléter. |                          |                    |           |         |
| 1860                                     | 1864                     | Joseph Dufournet   | ...       | ...     |
| 1864                                     | 1870                     | Bernard Lagrange   | ...       | ...     |
| 1870                                     | 1878                     | Charles Margueret  | ...       | ...     |
| 1878                                     | 1884                     | Jean-Marie Riotton | ...       | ...     |
| 1884                                     | 1913                     | Joseph Tessier     | ...       | ...     |
| 1913                                     | 1919                     | Clément Lafrasse   | ...       | ...     |
| 1919                                     | 1925                     | François Mabboux   | ...       | ...     |
| 1925                                     | 1925                     | Narcisse Provenat  | ...       | ...     |
| 1925                                     | 1947                     | Marius Lagrange    | ...       | ...     |
| 1947                                     | 1959                     | Marius Martinod    | ...       | ...     |
| 1959                                     | 1983                     | René Lafrasse      | ...       | ...     |
| 1983                                     | 1986                     | Michel Doche       | ...       | ...     |
| mars 1989                                | mars 1995                | Roger Pallud       | ...       | ...     |
| mars 1995                                | mars 2014                | Monique Zurecki    | ...       | ...     |
| mars 2014                                | En cours (au avril 2014) | Laurence Audette   | ...       | ...     |

## Démographie
Les habitants de Dingy-Saint-Clair sont appelés les Dingiens. Le sobriquet en patois des habitants était Berceux, au XIXe siècle.
L'évolution du nombre d'habitants est connue à travers les recensements de la population effectués dans la commune depuis 1793. Pour les communes de moins de 10 000 habitants, une enquête de recensement portant sur toute la population est réalisée tous les cinq ans, les populations de référence des années intermédiaires étant quant à elles estimées par interpolation ou extrapolation. Pour la commune, le premier recensement exhaustif entrant dans le cadre du nouveau dispositif a été réalisé en 2005.

En 2022, la commune comptait 1 459 habitants, en évolution de +3,18 % par rapport à 2016 (Haute-Savoie : +6,01 %, France hors Mayotte : +2,11 %).
| 1793 | 1800 | 1806 | 1822 | 1838  | 1848  | 1858  | 1861  | 1866  |
| ---- | ---- | ---- | ---- | ----- | ----- | ----- | ----- | ----- |
| 891  | 906  | 963  | 994  | 1 163 | 1 191 | 1 224 | 1 076 | 1 085 |

| 1872  | 1876  | 1881  | 1886  | 1891 | 1896 | 1901 | 1906 | 1911 |
| ----- | ----- | ----- | ----- | ---- | ---- | ---- | ---- | ---- |
| 1 158 | 1 107 | 1 030 | 1 003 | 864  | 864  | 861  | 814  | 817  |

| 1921 | 1926 | 1931 | 1936 | 1946 | 1954 | 1962 | 1968 | 1975 |
| ---- | ---- | ---- | ---- | ---- | ---- | ---- | ---- | ---- |
| 686  | 649  | 591  | 566  | 527  | 466  | 420  | 440  | 429  |

| 1982 | 1990 | 1999 | 2005  | 2006  | 2010  | 2015  | 2020  | 2022  |
| ---- | ---- | ---- | ----- | ----- | ----- | ----- | ----- | ----- |
| 477  | 658  | 915  | 1 171 | 1 191 | 1 338 | 1 395 | 1 445 | 1 459 |

## Culture locale et patrimoine

### Lieux et monuments
La commune compte un monument répertorié à l'inventaire des monuments historiques mais aucun lieu répertorié à l'inventaire général du patrimoine culturel. Par ailleurs, elle compte trois objets répertoriés à l'inventaire des monuments historiques et cinq répertoriés à l'inventaire général du patrimoine culturel.
La vallée est barrée par le torrent du Fier qu'on voit partir dans le défilé de Dingy pour pénétrer sur la commune d'Annecy-le-Vieux. Tout au fond, dans un même alignement, on aperçoit le col de Bluffy, le roc de Chère, le Lac d'Annecy et la courbe de la montagne d'Entrevernes.
La commune compte les lieux et monuments remarquables suivants :
- le défilé de Dingy et pont Saint-Clair : l'adjudication d'un pont de Saint-Clair a été faite le 18 décembre 1798, elle est donnée au citoyen Jean Bocquet. C'est un pont en bois en remplacement du pont de pierre endommagé en 1793 et qui s'est écroulé le 31 mars 1798. Un nouveau pont de pierre est construit en 1828. Il dessert Dingy jusqu'aux années 2000, avant d'être remplacé par un nouveau pont ;
- une portion de voie romaine, longue de quelque 120 m, avec une inscription commémorative subsiste sur la rive droite du fier dans le défilé de Dingy  Inscrit MH (1929)[30] ;

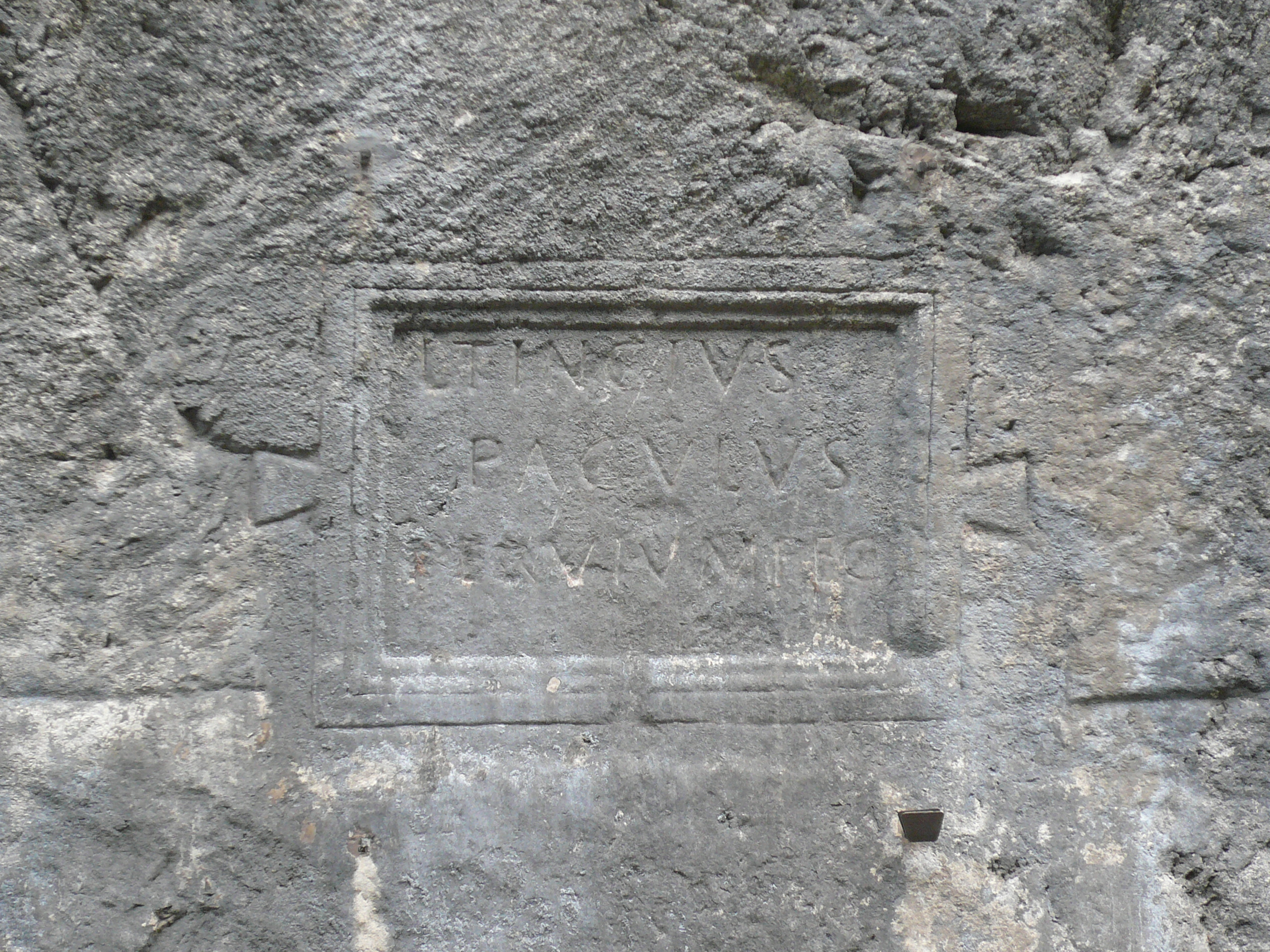
Inscription commémorative d'époque romaine au niveau du défilé de Dingy: L(VCIVS) TINCIVS PACVLVS PERVIVM FECIT, c'est-à-dire « Lucius Tincius Paculus a fait ce passage ».

- la chapelle Saint-Clair de La Cluse (XIXe siècle), bâtie sur les ruines d'un prieuré de l'ordre de Cluny du Xe siècle, lui-même élevé sur les vestiges d'un temple de Minerve ;
- la chapelle à la Blonnière : elle a été fondée en 1519 par Marie dame de Coligny, épouse de Georges, seigneur de Menthon et de Dingy. Saint Jacques et saint Christophe y sont fêtés ensemble le 25 juillet. Lorsque les troupeaux étaient en commun on y pratiquait la pesée du lait qui servait à calculer le revenu de chaque laitière. Les seigneurs de Menthon, comme fondateurs, eurent le patronage de la chapelle. Ils choisissaient les recteurs qui devaient ensuite être validés par l’évêque. La charge du recteur de la Blonnière était de quatre messes par semaine ;
- l'église Saint-Étienne (XIXe siècle) avec un chœur du XVe siècle ;
- le signal du Parmelan (1 832 m) et son magnifique panorama.

La mairie est installée dans l'ancien château des seigneurs de Menthon, réhabilité. Le hameau du Chessenay a pu posséder également un château ou maison-forte un titre seigneurial était attaché à ces lieux.

### Personnalités liées à la commune
- Antoine Dénériaz (né en 1977), champion olympique de descente en 2006, installé dans la commune[32].

### Héraldique et Logotype
| [[Image:\|Blason à dessiner\|100px]] | Blason  | D'or au chef de gueules chargée d'une couronne du champ |
| [[Image:\|Blason à dessiner\|100px]] | Détails | Le statut officiel du blason reste à déterminer.        |